# 名古屋経営短期大学
名古屋経営短期大学（なごやけいえいたんきだいがく、英語: Nagoya Management Junior College、公用語表記: 名古屋経営短期大学）は、愛知県尾張旭市新居町山の田3255-5に本部を置く日本の私立大学。1948年創立、1965年大学設置。元々は、女子短大だったが、共学化後に学名変更された。名古屋産業大学と併設しており、校舎や教室などを共用している。

## 概観

### 大学全体
- 名古屋経営短期大学は、愛知県尾張旭市内にある日本の私立短期大学。学校法人菊武学園により1965年に名古屋女子商科短期大学として設置された。元々は、ビジネス系の学科のみ設置されていたが現在は、保育系・介護系を含め3学科を擁している。

### 建学の精神（校訓・理念・学是）
- 名古屋経営短期大学における建学の精神は「職業教育を通して社会で活躍できる人材育成」となっている。

### 教育および研究
- 名古屋経営短期大学における教育
  - 未来キャリア学科：学生が社会経験を身につけるべく体験型学修に力をいれている。以下の5フィールド制を採用。自分の属するフィールド以外の科目を履修することも可能。
    - 医療事務フィールド
    - ビジネス情報フィールド
    - 観光フィールド
    - 美容･癒しフィールド
    - スポーツフィールド

- 子ども学科：愛知県で唯一の3年制で学ぶ、小学校教諭、幼稚園教諭、保育士を養成する学科。子どもを深く理解するために菜園活動・陶芸活動をはじめ手話入門などの体験型授業を重視している。キャンパス内にある菊武幼稚園での実習もある。さらに、アジア圏の保育を学ぶ海外研修の機会を設けており、教養科目として中国語やポルトガル語がある。

- 健康福祉学科：短期大学としては愛知県で唯一の「介護福祉士」を養成するための学科である。。介護に関する科目のほか「エステ」や「セラピー」などの科目がある。

### 学風および特色
- 名古屋経営短期大学は、1948年設置のタイピスト学校が発端となっていることから、ビジネス系教育には力をいれている様子がうかがえる。
- 人間教育を重視している。
- 2006年度、財団法人短期大学基準協会による第三者評価の結果、「適格」認定を受けている。
- 環境マネジメントの国際規格であるISO4001認証を取得している。

## 沿革
- 1948年 菊武タイピスト専門学校が設置される。
- 1965年 春日井市柏原町儀田1014に名古屋女子商科短期大学（なごやじょししょうかたんきだいがく）を設置。商科のみ。
- 1966年 別科を設置。
- 1976年 キャンパスを名古屋市守山区小幡字小林48に移転。旧校地は春日井市に各施設と共に譲渡され、現在同市立中央公民館となっている。
- 1983年 キャンパスを尾張旭市新居町山の田3255-5に移転。
- 1988年 経営情報科を新設。
- 2000年 名古屋経営短期大学に改称。男女共学となる。
- 2002年 商科をビジネスコミュニケーション科に変更。
- 2004年 ビジネスコミュニケーション科から「ビジネス実務学科」に、経営情報科から「人間情報学科」に学科名を改称。
- 2007年 ビジネス実務学科と人間情報学科を統合し「総合ビジネス学科」に再編。併せて、子ども学科（昼間3年制）を新設。
- 2008年 健康福祉学科を設置。
- 2014年 総合ビジネス学科から「未来キャリア学科」に学科名を改称。

## 基礎データ

### 所在地
- 愛知県尾張旭市新居町山の田3255-5

### 交通アクセス
- 名鉄瀬戸線尾張旭駅下車。駅から徒歩7分と近いのでスクールバスなどの送迎機関はない。

### 象徴
- 名古屋経営短期大学のカレッジマークは学校法人の名称から菊の花をイメージしている。

## 教育および研究

### 学科
- 未来キャリア学科
- 子ども学科
- 健康福祉学科

#### 学科の変遷
- 商科→ビジネスコミュニケーション科→ビジネス実務学科（募集は2006年度まで）→総合ビジネス学科
- 経営情報科→人間情報学科（募集は2006年度まで）→総合ビジネス学科→未来キャリア学科
- 子ども学科
- 健康福祉学科

#### 別科
- 商業専修

#### 取得資格について
- 幼稚園教諭二種免許状と保育士資格が子ども学科にて取得できる。2014年度入学生より小学校教諭二種免許状も取得できるようになった。
- 介護福祉士資格が、健康福祉学科にて取得できる。

#### 附属機関
- タイプライター資料館
- 子育て環境支援研究センター
- 名古屋経営短期大学図書館

### 研究
- 『とも育ち保育入門』が当短大から発行されている。

## 学生生活

### 部活動・クラブ活動・サークル活動
- 名古屋経営短期大学のクラブ活動：バドミントン・メディアアート・写真・茶道・箏曲・軽音楽・マスコミ・お菓子などがある。

### 学園祭
- 名古屋経営短期大学の学園祭は「蒼天祭」と呼ばれ毎年、10月頃に行われている。ペットボトルによるロケット製作や、軽音楽部のライブなどが恒例となっている。

## 大学関係者と組織

### 大学関係者組織
- 名古屋経営短期大学後援会なる組織がある。

### 大学関係者
- 服部喜作：初代学長
- 高木清秀:2代目学長
- 高木弘恵：現学長

## 施設
- 文化センター
  - 図書館：所蔵資料数はおよそ58,000冊。
  - ホール
  - カラオケルーム
- 1号館
  - 学生課
  - 教務課
- 2号館
  - 学生食堂
- 体育館
- ゴルフ練習場・テニスコート

## 対外関係

### 他大学との協定

#### オーストラリア
- グリフィス大学

### 系列校・園
- 名古屋産業大学
- 菊華高等学校
- 菊武幼稚園

## 社会との関わり
- 公開講座が行われている。

## 卒業後の進路について

### 就職について
- ビジネス実務学科（商科&ビジネスコミュニケーション科含む）：一般企業への就職者が多い。実績の例として三菱倉庫・福邦銀行・三菱UFJ銀行・ジェイアール名古屋タカシマヤ・トヨタ自動車・東海ラジオ放送・中部日本放送・デンソー・トヨタ自動車・三十三銀行・十六銀行などがある。
- 人間情報学科（経営情報学科含む）：上記同様、一般企業への就職者が多い。実績の例として名古屋銀行・中京銀行・ソニー・水谷建設・アイシン・リンナイ・中部電力・三岐鉄道・三越・都ホテルズ&リゾーツなどがある。

### 編入学・進学実績
- ビジネス実務学科（商科&ビジネスコミュニケーション科含む）：名古屋産業大学のほか愛知学院大学・岐阜聖徳学園大学ほか
- 人間情報学科（経営情報学科含む）：名古屋産業大学のほか信州大学・岐阜経済大学・愛知大学・愛知学泉大学・中部大学・東海学園大学・名古屋学院大学・名古屋経済大学・日本福祉大学・鈴鹿国際大学ほか

## 不祥事
教職員組合に参加した教員に対する雇止めが相次いであり、最近雇止めされた教授の一人が学園を提訴したことが、毎日新聞、中日新聞、共同通信社等に報道された。